# モーヲタ
モーヲタとは、1990年代後半から2000年代前半にかけて隆盛を極めた、アイドルグループ「モーニング娘。」の熱狂的なファンを指す言葉である。「モーニング娘。」の略称「モー娘。」と、「オタク（ヲタク）」を組み合わせた造語であり、主にインターネット上やファンの間で用いられる。モーオタと表記することもある。

## 概要
モーヲタは、モーニング娘。の活動を熱心に応援するファンの総称であり、その活動は多岐にわたる。
- コンサートへの参加: 全国各地で開催されるコンサートに積極的に参加し、メンバーを応援する。
- CD・DVDの購入: 新曲や過去の作品を積極的に購入し、売上に貢献する。
- ファンクラブ活動: 公式ファンクラブに入会し、会報やイベントなどの特典を受ける。
- インターネットでの情報交換: インターネット掲示板やSNSなどを活用し、ファン同士で情報交換や交流を行う。
- イベントへの参加: 握手会やサイン会などのイベントに参加し、メンバーと直接交流する。

## 特徴
モーヲタは、その熱狂的な応援スタイルから、以下のような特徴を持つ。
- 高い熱量: メンバーへの愛情が深く、応援活動に情熱を注ぐ。
- 組織的な応援: ファン同士が協力し、組織的な応援活動を行う。
- 独自の文化: 応援コールや振り付けなど、独自のファン文化を形成する。
- 多様な属性: 年齢、性別、職業など、多様な属性のファンが存在する。

## 歴史
モーヲタは、モーニング娘。のデビュー当初から存在したが、グループの人気が高まるにつれてその数も増加し、社会現象となった。2000年代前半には、モーヲタを題材とした映画やドラマが制作されるなど、その存在は広く知られるようになった。

## 現代におけるモーヲタ
モーニング娘。のメンバーの卒業や時代の変化とともに、モーヲタの活動スタイルも変化している。インターネットやSNSの普及により、ファン同士の交流や情報共有が容易になり、より多様な応援活動が行われるようになった。

## 派生と関連文化
モーニング娘。のファン文化は、後のアイドルグループのファンにも影響を与えた。特に「AKBヲタ」「坂道ヲタ」「ハロヲタ」などの呼称が生まれ、アイドルファン全体のスタイルにも影響を与えたとされる。

## 関連用語
- ハロヲタ: ハロー!プロジェクト全体のファンを指す言葉。
- 推しメン: 最も応援しているメンバーを指す言葉。
- 現場: コンサートやイベントなどの会場を指す言葉。